# Cretonia atrisigna
Cretonia atrisigna är en fjärilsart som beskrevs av George Francis Hampson 1910. Cretonia atrisigna ingår i släktet Cretonia och familjen nattflyn. Inga underarter finns listade i Catalogue of Life.